# Халс, Рассел Алан
Рассел Алан Халс (англ. Russell Alan Hulse; род. 28 ноября 1950, Нью-Йорк, США) — американский физик, лауреат Нобелевской премии по физике 1993 года «за открытие нового типа пульсаров, давшее новые возможности в изучении гравитации», совместно с Джозефом Тейлором.
Своё открытие Рассел Халс и Джозеф Тейлор сделали в 1974 году, проводя наблюдения на радиотелескопе в Аресибо они впервые обнаружили двойной пульсар PSR B1913+16.
В 1991 году измерения сокращающейся орбиты этой пары звёзд, образующих пульсар, дали подтверждение общей теории относительности, и возможность излучения этой системой гравитационных волн.

## Награды
- Нобелевская премия по физике, 1993